# Hessentag 1977

Wappen von Dreieich

Der Hessentag 1977 war der 17. Hessentag und der erste im Landkreis Offenbach. Er fand vom 18. bis 26. Juni 1977 in der Stadt Dreieich statt, die erst kurz zuvor im Zuge der Gebietsreform in Hessen am 1. Januar 1977 aus den Städten Dreieichenhain und Sprendlingen sowie den Gemeinden Buchschlag, Götzenhain und Offenthal entstanden war.
Ursprünglich sollte die Stadt Offenbach diesen Hessentag ausrichten, die 1977 ihr 1000-jähriges Bestehen feierte. Offenbach hatte jedoch im Vorjahr aufgrund enger finanzieller Spielräume abgesagt. Die Neugründung Dreieich war mit damals knapp 40.000 Einwohnern die größte Stadt im Landkreis Offenbach und übernahm kurzfristig die Veranstaltung. In Rekordzeit von nur sechs Monaten organisierte die Stadt ein Programm, das bis dahin das umfangreichste eines Hessentages war.
Eröffnet wurde der Hessentag durch den damaligen hessischen Ministerpräsidenten Holger Börner. Das Hessentagspaar bildeten die 17-jährige Sprendlingerin Sabine Schmidt und der 15-jährige Dreieichenhainer Bernd Daubert. In Ermangelung einer gemeinsamen Trachtentradition der fünf Stadtteile und, um gleichzeitig die Aufgeschlossenheit für alles Moderne zu signalisieren, kamen die Organisatoren auf die in Sprendlingen ansässige Jeans-Industrie und statteten das Paar mit Blue Jeans, T-Shirts und Stiefeln als Trachtenersatz aus.
Während des Hessentages standen rund 300 Veranstaltungen auf dem Programm, die in allen fünf Stadtteilen stattfanden. Es umfasste traditionelle Inhalte wie etwa die Landesausstellung. Daneben zählten eine Flugschau und die Ausstellung „Deutsche Spielpuppen um 1900“ zu den Programmpunkten. Erstmals wurden Veranstaltungen des Behindertensportes Teil des Hessentages. Die Evangelische und Katholische Kirche hatten sich zu einer Arbeitsgemeinschaft zusammengeschlossen und hielten unter anderen einen ökumenischen Gottesdienst ab. Ebenfalls erstmals waren auch die drei im Landtag vertretenen Parteien SPD, CDU und FDP auf dem Hessentag und präsentierten sich mit eigenen Ständen auf der Landesausstellung. Insgesamt besuchten rund 450.000 Menschen die Veranstaltungen.
Den Festzug zum Abschluss des Hessentages bildeten 8000 Teilnehmer, davon 1869 Trachtenträger. Der Festzug war acht Kilometer lang.